# Том Петтерссон
Том Петтерссон  (швед. Tom Pettersson; нар. 25 березня 1990, Тролльгеттан) — шведський футболіст, захисник клубу «Ліллестрем».

## Клубна кар'єра
У дорослому футболі дебютував 2007 року виступами за команду клубу «Тролльгеттан», в якій провів чотири сезони, взявши участь у 101 матчі чемпіонату. Більшість часу, проведеного у складі «Тролльгеттана», був основним гравцем захисту команди.
Згодом з 2012 по 2014 рік грав у складі команд клубів «Отвідабергс» та «Ауд-Геверле».
Своєю грою за останню команду привернув увагу представників тренерського штабу клубу «Гетеборг», до складу якого приєднався 2015 року. Відіграв за команду з Гетеборга наступний сезон своєї ігрової кар'єри. Граючи у складі «Гетеборга» також здебільшого виходив на поле в основному складі команди.
До складу клубу «Естерсунд» приєднався 2017 року. Провів у команді з Естерсунда два роки, протягом яких відіграв 76 матчів у національному чемпіонаті.
2020 року підписав контракт з американським «Цинциннаті».
2021 року перейшов до норвезького «Ліллестрема».

## Виступи за збірну
2012 року залучався до складу молодіжної збірної Швеції. На молодіжному рівні зіграв у 5 офіційних матчах.

## Титули і досягнення
- Володар Кубка Швеції (1):

«Гетеборг»: 2014–2015